# Костольна-Зареч'є
‎‎‎‎‎‎‎‎‎
Костольна-Зареч'є (словац. Kostolná-Záriečie) — село, громада округу Тренчин, Тренчинський край. Кадастрова площа громади — 3.67 км².
Населення 683 особи (станом на 31 грудня 2020 року).

## Географія
Біля села протікає річка Дрєтомиця і Златовський потік.

## Історія
Костольна-Зареч'є згадується 1318 року.

## Населення
| Рік:            | 1994. | 2004.   | 2014.   | 2024.   |
| --------------- | ----- | ------- | ------- | ------- |
| Кількість осіб: | 662   | 645     | 658     | 671     |
| Різниця:        |       | -2,56 % | +2,01 % | +1,97 % |

| Рік:            | 2023. | 2024.   |
| --------------- | ----- | ------- |
| Кількість осіб: | 672   | 671     |
| Різниця:        |       | -0,14 % |